# Кубок Еміра Катару з футболу
Кубок Еміра Катару з футболу (араб. كأس امير قطر) — футбольний клубний турнір в Катарі, який проводиться під егідою Футбольної асоціації Катару. Переможець змагання представляє країну у Лізі чемпіонів АФК.

## Історія
Турнір започаткований у 1972 році. Першим переможцем став Аль-Аглі з Дохи. 
У 1999 році організатори турніру вирішили долучити до змагань команди із другого за силою футбольного дивізіону Катару

## Формат
У турнірі беруть участь команди із Ліги Зірок та Катаргаз-Ліги. Розіграш кубка проводиться за кубковою системою. У 
перших трьох раундах змагаються команди з Катаргаз-Ліги та з нижньої частини турнірної таблиці Ліги Зірок за підсумками попереднього сезону. У чвертьфіналі переможці третього раунду зустрічаються із чотирма кращими командами Ліги Зірок за підсумками попереднього сезону. У кожному раунді переможець пари визначається за підсумками одного матчу, який проводиться на полі команди, що визначається жеребкуванням.

## Фінали
| Сезон | Чемпіон       | Рахунок         | Фіналіст   |
| ----- | ------------- | --------------- | ---------- |
| 1973  | Аль-Аглі      | 6–1             | Ар-Райян   |
| 1974  | Аль-Естекляль | 2–1             | Ас-Садд    |
| 1975  | Ас-Садд       | 4–3             | Аль-Аглі   |
| 1976  | Аль-Естекляль | 4–3             | Аль-Арабі  |
| 1977  | Ас-Садд       | 1–0             | Ар-Райян   |
| 1978  | Аль-Арабі     | 5–1             | Аль-Вакра  |
| 1979  | Аль-Арабі     | 3–1             | Аль-Вакра  |
| 1980  | Аль-Арабі     | 2–1             | Аль-Хор    |
| 1981  | Аль-Аглі      | 2–1             | Катар СК   |
| 1982  | Ас-Садд       | 2–1             | Ар-Райян   |
| 1983  | Аль-Арабі     | 1–0             | Ас-Садд    |
| 1984  | Аль-Арабі     | 3–2             | Аль-Аглі   |
| 1985  | Ас-Садд       | 2–1             | Аль-Аглі   |
| 1986  | Ас-Садд       | 2–0             | Аль-Арабі  |
| 1987  | Аль-Аглі      | 2–0             | Ас-Садд    |
| 1988  | Ас-Садд       | 4–3             | Аль-Вакра  |
| 1989  | Аль-Арабі     | 2–0             | Катар СК   |
| 1990  | Аль-Арабі     | 3–0             | Аль-Вакра  |
| 1991  | Ас-Садд       | 1–0             | Ар-Райян   |
| 1992  | Ас-Садд       | 2–1             | Ар-Райян   |
| 1993  | Аль-Арабі     | 3–0             | Ас-Садд    |
| 1994  | Ас-Садд       | 3–2             | Аль-Арабі  |
| 1995  | Аль-Іттіхад   | 2–1             | Аль-Вакра  |
| 1996  | Аль-Іттіхад   | 5–2             | Ар-Райян   |
| 1997  | Аль-Іттіхад   | 1–1 дч пен. 3–2 | Ар-Райян   |
| 1998  | Аль-Іттіхад   | 4–3             | Аль-Аглі   |
| 1999  | Ар-Райян      | 2–1             | Аль-Гарафа |
| 2000  | Ас-Садд       | 2–0             | Ар-Райян   |
| 2001  | Ас-Садд       | 3–2             | Катар СК   |
| 2002  | Аль-Іттіхад   | 4–1             | Ас-Садд    |
| 2003  | Ас-Садд       | 2–1             | Аль-Аглі   |
| 2004  | Ар-Райян      | 3–2             | Катар СК   |
| 2005  | Ас-Садд       | 0–0 дч пен. 5–4 | Аль-Вакра  |
| 2006  | Ар-Райян      | 1–1 дч пен. 5–3 | Аль-Гарафа |
| 2007  | Ас-Садд       | 0–0 дч пен. 5–4 | Аль-Хор    |
| 2008  | Умм-Салаль    | 2–2 дч пен. 4–1 | Аль-Гарафа |
| 2009  | Аль-Гарафа    | 2–1             | Ар-Райян   |
| 2010  | Ар-Райян      | 1–0             | Умм-Салаль |
| 2011  | Ар-Райян      | 2–1             | Аль-Гарафа |
| 2012  | Аль-Гарафа    | 0–0 дч пен. 5–4 | Ас-Садд    |
| 2013  | Ар-Райян      | 2–1             | Ас-Садд    |
| 2014  | Ас-Садд       | 3–0             | Ас-Сайлія  |
| 2015  | Ас-Садд       | 2–1             | Аль-Джаїш  |
| 2016  | Лехвія        | 2–2 пен. 4–2    | Ас-Садд    |
| 2017  | Ас-Садд       | 2–1             | Ар-Райян   |
| 2018  | Аль-Духаїль   | 2–1             | Ар-Райян   |
| 2019  | Аль-Духаїль   | 4–1             | Ас-Садд    |
| 2020  | Ас-Садд       | 2–1             | Аль-Арабі  |
| 2021  | Ас-Садд       | 1–1 пен. 5–4    | Ар-Райян   |
| 2022  | Аль-Духаїль   | 5–1             | Аль-Гарафа |
| 2023  | Аль-Арабі     | 3–0             | Ас-Садд    |
| 2024  | Ас-Садд       | 1–0             | Катар СК   |
| 2025  | Аль-Гарафа    | 2–1             | Ер-Раян    |

## Титули за клубами
| # | Клуб        | Перемоги |
| - | ----------- | -------- |
| 1 | Ас-Садд     | 19       |
| 2 | Аль-Арабі   | 9        |
| 3 | Аль-Гарафа  | 8        |
| 4 | Ар-Райян    | 6        |
| 5 | Аль-Аглі    | 4        |
| 6 | Аль-Духаїль | 4        |
| 7 | Катар СК    | 2        |
| 8 | Умм-Салаль  | 1        |